# Esbós per al Gegant
Esbós per al Gegant és una escultura de terra cuita feta per Miquel Blay i Fàbrega l'any 1888 per tal de crear un esbós del que havia de ser el cap del gegant de la ciutat d'Olot. Se'n coneixen dos exemplars de bronze i està exposat al Museu de la Garrotxa.

## Context
A partir d'aquest estudi es va construir, sota la direcció de Josep Berga i Boix, el cap del gegant olotí, que té per parella la Gegantessa, obra de Celestí Davesa. Els Gegants d'Olot es van estrenar a la diada de Corpus de 1889.
El model va ser inspirat el mosso de Can Sureda, la pastisseria del principi del carrer Sant d'Esteve d'Olot (el que és actualment la pastisseria Can Callís)

## Descripció
Bust d'home amb cabellera i bigoti.
Porta casc de guerrer amb una cresta central i reforços laterals sobre les orelles.
Modelat esbossat amb incisions d'eines a la part de la cuirassa.

## Exposicions
- Exposició Commemorativa del I Centenari del naixement de Miquel Blay i Fàbrega, Olot, setembre 1966.
- Cinquantenari de la mort de Miquel Blay i Fàbrega, Escola de Belles Arts d'Olot, 11 de juliol- 17 d'agost de 1986.
- Figurava a la Sala Blay del Museu Arqueològic d'Olot.
- Miquel Blay,Sentiment Olotí, Olot, Setembre 2016-Gener 2017, Celebració dels 150 anys del naixement del Escultor.